# Domènec d'Aguirre
Domènec d'Aguirre (segle xvii - XVIII) era un jurista partidari de l'arxiduc Carles d'Àustria.

## Biografia
Des del 1691 era catedràtic de la universitat de Barcelona i des del 1701 era jutge de l'Audiència. Com que sobre el conflicte successori de la monarquia era austriacista les noves autoritats borbòniques el cessaren del tribunal el 1704 i el castigaren enviant-lo a Mataró. El motiu detonant fou la seva negativa a fer una sentència eliminant l'obligació legal dels consellers de Barcelona a mantenir el secret sobre els afers interns del Consell de Cent.
Quan l'arxiduc Carles es proclamà rei el 1705 en fou un actiu partidari executant diverses tasques que li encomanaren: fou membre de la Junta de València, fou regent d'Aragó, va gestionar algunes operacions financeres de la tresoreria del rei i fins i tot va participar en la Junta de Guerra. Davant de l'ensulsiada de la causa austriacista el 1713 va marxar de Barcelona amb el seguici de l'esposa de Carles, la reina Elisabet de Brunsvic, exiliant-se a Nàpols i després a Viena, on ocupà diversos càrrecs de la confiança de l'emperador.

## Obres
- Tractatus de tacita oneram...; Viena; 1721 (reeditat a Venècia el 1723 amb un text afegit: "Discursus super oficiis venalibus Generalitatis Cathalauniae")[1]